# Agama mwanzae
Agama mwanzae es una especie de reptil de la familia de lagartos Agamidae. Se encuentra en Tanzania, Ruanda, y Kenia. Vive en áreas semidesérticas; normalmente se lo puede ver tomando el sol sobre rocas. La cabeza, cuello y hombros del macho son de un color rojo brillante o violeta, mientras que el resto del cuerpo es de un color azul oscuro; en cambio en la hembra su cuerpo, en su mayoría, es color café siendo difícil de distinguir de otras especies de agamas. Este lagarto es usualmente confundido con el agama cabeza roja (Agama agama).
Esta especie se ha vuelto popular como mascota, debido a su coloración, ya que tiene un parecido con el superhéroe Spider-Man.